# Romeo Records
Romeo Records war ein US-amerikanisches Plattenlabel der 1920er-Jahre.

## Geschichte
Romeo Records wurde 1926 als Sublabel der Cameo Records gegründet, um ausschließlich Platten für die Warenhauskette S.H. Kress & Co. zu produzieren. Mit 25 US-Cent pro Platte zählte es zu den sogenannten „low-budget labels“. Die frühen Erscheinungen unter Cameo trugen alle ein auffälliges braunes Label. Das Material bestand vornehmlich aus Masters von Cameo und wurden daher lediglich neu veröffentlicht.
1931 wurde Romeo von der American Record Corporation (ARC) übernommen, zu der auch Cameo gehörte. ARC änderte das Aussehen der Platten 1931 in ein schwarz und 1935 schließlich in blau. Unter ARC wurden nun auch neue Einspielungen herausgebracht, die gleichzeitig aber auch von Schwesterfirmen wie Regal Records, Banner Records, Oriole Records und Conqueror Records aufgelegt wurden. 1938, nach der Übernahme von ARC durch das Columbia Broadcasting System, wurde Romeo eingestellt.

## Künstler
- Roy Smeck
- Frankie Wallace
- Sam Lanin
- Carson Robison Trio
- Gene Austin
- Frank Ferera
- Vernon Dalhart
- McKinney’s Cotton Pickers
- Lou Gold & His Orchestra
- Harlan Lattimore